# Грујица Ивановић
Грујица Ивановић (Грачаница, 23. октобар 1962) менаџер је дистрибутивног планирања и капацитета електричних мрежа у аустралијској компанији Ергон Енерџи и магистар електротехнике.
Објавио је више од 300 чланака из области истраживања космоса за бројне часописе („Галаксија“, „Фронт“, „Дуга“, „Планета“, „Астрономија“, „Астрономски магазин“ ...) и дневне листове ("Политика", "Вечерње новости", „Српска реч“ ...). Такође, у часопису „Пренос и дистрибуција“ (Power Transmission and Distribution) објављује стручне текстове из електротехнике.
Пре одласка у Аустралију радио је у ЕПС / „ЕЛЕКТРОКОСМЕТ“, док је на РТВ Приштина уређивао телевизијске емисије „Хоризонти науке“ и „Еколошки круг“.
Аутор је две књиге из космонаутике: „Космички времеплов“ (1997, БИГЗ, Београд) о првим програмима човековог лета у космос и „Саљут: Прва свемирска станица - Тријумф и трагедија“ (2008, Спрингер Пракиса, Лондон) о трагедији посаде прве орбиталне станице „Саљут“.
Један од иницијатора пројекта првог српског вештачког сателита „Тесла-1".
Члан је Британског интерпланетарног друштва и Института инжењера Аустралије.